# Rostislav Jugáyev
Rostislav Erástovich Jugáyev (idioma osetio: Хугаты Ерасты фырт Ростик - Juygaty Erasty fyrt Rostik), (ruso:  Ростислав Ерастович Хугаев)-(n. Mirtgadzhin, distrito Dzau, Óblast Autónomo de Osetia del Sur, 17 de diciembre de 1951) es un político surosetio.
Fue desde el 15 de mayo de 2012 primer ministro de Osetia del Sur en el gobierno del presidente Leonid Tibilov, como independiente. El 20 de enero de 2014 fue sucedido en el cargo interinamente por Domenty Kulumbegov.